# 日本青年館
日本青年館（にっぽんせいねんかん、英: Nippon seinenkan）は、東京・神宮外苑地区にあり、多目的ホール、ホテル・宴会場・会議室・駐車場などを備える複合施設。一般財団法人日本青年館が運営する。1925年（大正14年）に青年団のための施設として開館した。

## 概要
2020年東京オリンピック用地として使われるため、1979年（昭和54年）に改築・完成した二代目日本青年館を解体。敷地を明治神宮野球場前に移し、2017年（平成29年）8月1日にグランドオープン。建物は地上16階・地下2階、建物高さは70mとなり、総客室数220室のホテルや1,250席のホールなどを備えている。その他、館内にはレストラン、宴会場、会議場などがあり、宿泊、食事、結婚披露宴、各種会議、コンサート、講演会、研修などに使用される。
全国の青年団関係者にとっては80年以上にわたる青年団運動の総本山として位置づけられる重要な施設である。館内には日青協の事務局が入居しており、日青協主催行事はここで開催されることが多い。また、特に終戦前後の青年団全国組織の空白期には、日本青年館が全国の青年団を結ぶ役割を果たすなど、施設面だけでなく、青年団を助長する財団としての活動も重要である。現在も全国青年大会などの日青協との共催事業を始め、職員の雇用や青年問題研究所の活動など、日青協との関わりは深い。
また、各種青少年団体事務局が入居しているほか、青少年の育成に関する事業を展開している。
2017年（平成29年）7月31日から8月6日まで日本青年館ホールの杮落とし公演として宝塚歌劇星組『阿弖流為-ATERUI-』東京公演が行われた。同年8月1日、日本青年館ホテルがグランドオープン。

### 立地
東京都新宿区と港区にまたがる神宮外苑地区に位置し、東京メトロ外苑前駅が最寄り駅（徒歩5分）となる。JRの信濃町駅や千駄ケ谷駅、都営地下鉄国立競技場駅などからも徒歩圏内（10 - 12分）にある。神宮球場とは道路を隔てて向かい側にあり、球場側に面したホテルの客室からは球場を一望することが可能である。近傍には日本スポーツ協会・日本オリンピック委員会新本部（ジャパン・スポーツ・オリンピック・スクエア）、国立競技場、明治公園、秩父宮ラグビー場、聖徳記念絵画館、神宮外苑、東京体育館、新宿御苑などがある。

## 沿革
- 1920年（大正9年） - 全国の青年団員の募金等による拠出により初代日本青年館建設の議が起こる。
- 1921年（大正10年） - 財団法人日本青年館が文部省（当時）より設立認可。初代理事長は近衛文麿、理事に田澤義鋪ら。
- 1925年（大正14年） - 10月の日本青年館開館式において、田澤義鋪が『道の国日本の完成』と題する記念講演。
- 1934年（昭和9年） - 田澤義鋪が理事長となる。
- 1938年（昭和13年） - 大日本運動の結成式で使用される（2月21日）。
- 1945年（昭和20年） - 連合国の1国であるアメリカ軍により接収（1953年（昭和28年）まで）。
- 1949年（昭和24年） - 4-9月にかけて、GHQ裁判（豊田裁判）の軍事法廷が置かれる[3]。
- 1964年（昭和39年）
  - 安藤昇が安藤組の解散式を執り行う。
  - 東京オリンピックでプレスセンターとして使用される。
- 1969年（昭和44年） - 火災により1939年（昭和14年）に増築した5階部分を焼失し2名が焼死[4]。同年再建。
- 1972年（昭和47年） - 「日本青年館新館建設委員会」が結成。
- 1977年（昭和52年） - 旧館取り壊し、日本青年団協議会の事務局が神宮球場第二球場の敷地内に移転。
- 1979年（昭和54年） - 二代目日本青年館竣工。
- 2012年（平成24年） - 財団法人全日本社会教育連合会を吸収合併[5]。
- 2015年（平成27年）3月31日 - 休館。4月15日、解体工事開始[6]。
- 2017年（平成29年）
  - 7月31日 - 「日本青年館ホール」開館。
  - 8月1日 - 「日本青年館ホテル」グランドオープン。

## 初代日本青年館

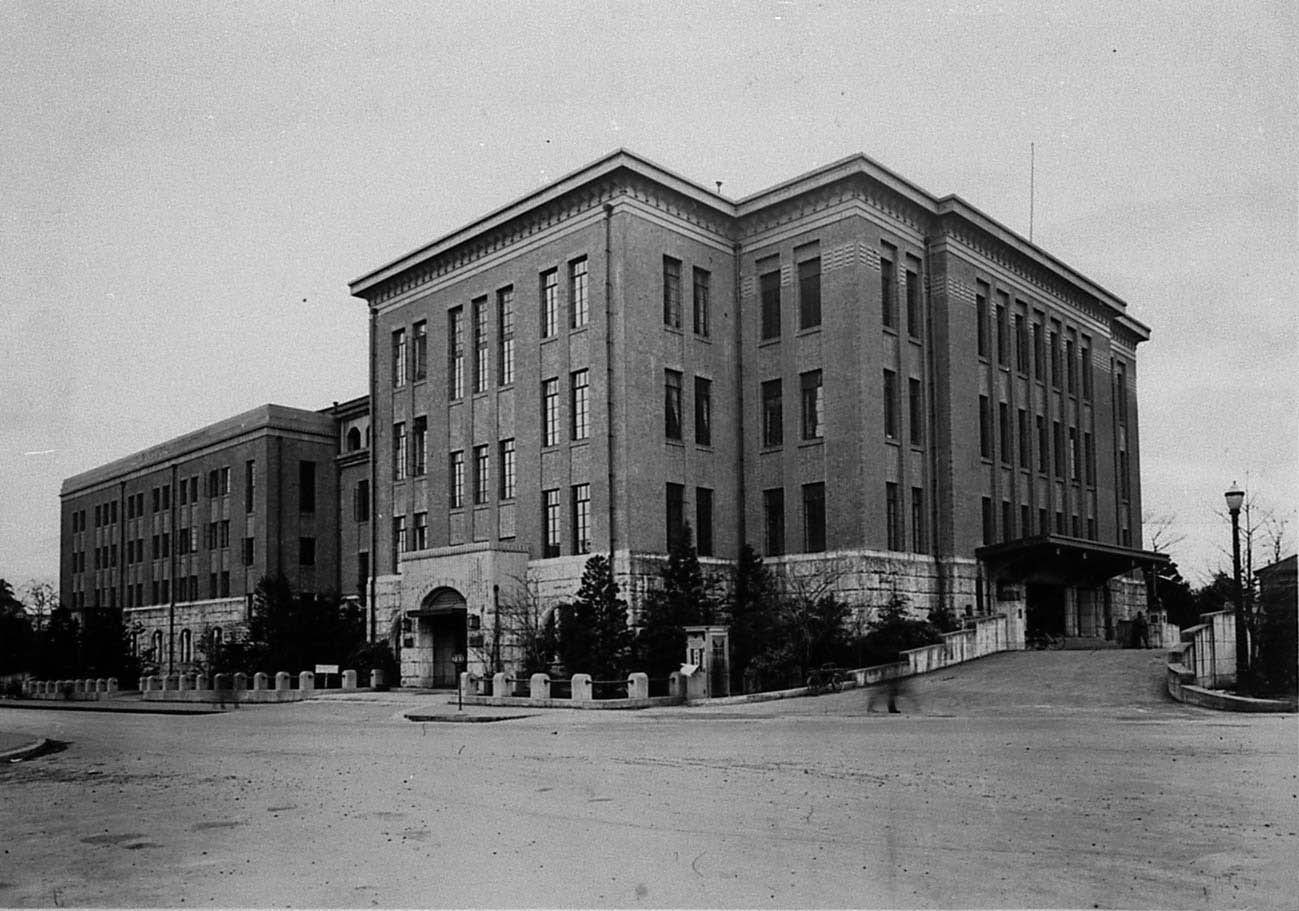
初代日本青年館

明治神宮の造営に勤労奉仕をした青年団が皇太子から功績をたたえられたことを記念して1920年（大正9年）に建設の議が起こり、1人1円を合い言葉に全国の青年団員による募金活動などが展開され、1922年（大正11年）12月着手の運びとなり、162万円の工費により地上4階（のち5階建て）地下1階の初代日本青年館が1925年（大正14年）10月に完成した。概要は約500名収容可能の宿泊施設のほか、2000名収容の講堂、図書室、新聞雑誌縦覧室、資料陳列室、談話室等を備えたものだった。新交響楽団の最初の本拠地でもあった。
また、別館として都内小金井市に「浴恩館」を建設し、そこに青年団指導者養成所を開設した。さらに1936年（昭和11年）に千葉県香取郡本大須賀村久井崎（現・成田市久井崎）に修練場を開設 し、農業指導などに活用した。

## 二代目日本青年館

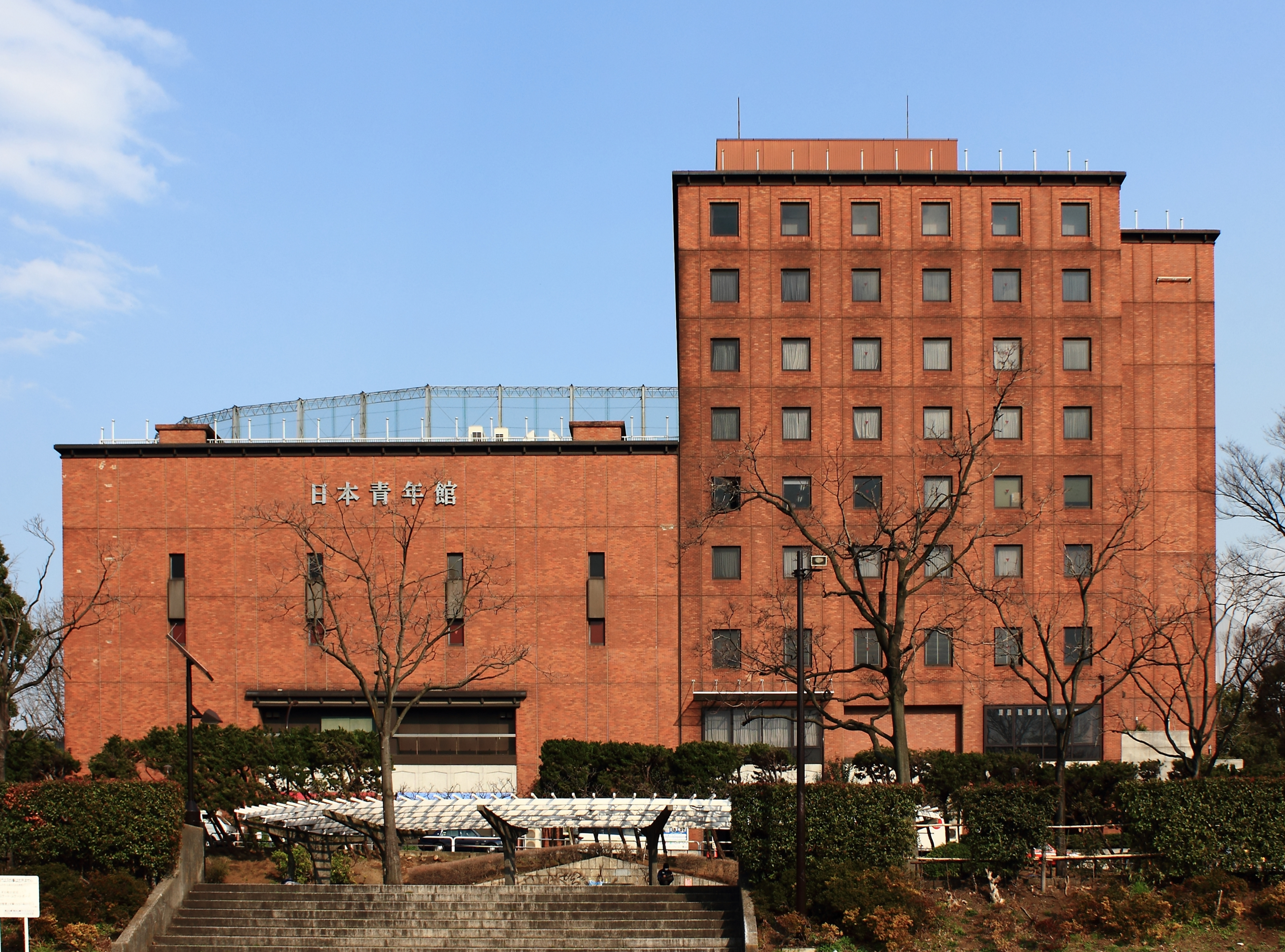
二代目日本青年館

1925年（大正14年）に完成した初代日本青年館の老朽化したことから、1971年（昭和46年）になると日本青年館評議員会内に「館建設構想特別委員会」が発足、翌年1972年（昭和47年）にはその発展形である「日本青年館新館建設委員会」として具体的な新館建設の計画が開始された。
一方、日本青年団協議会（日青協）でも「日本青年館は全国青年団運動の拠点である」という認識の下、その動きに呼応して同年「新館建設日青協特別委員会」を設け、1974年（昭和49年）、新館建設のために1975年（昭和50年）末までに各道府県青年団1,100万円、計5億円の募金を集める等の新館建設運動方針を決定した。
しかし、募金達成時期である1975年末になっても半数以上の道府県団が達成に至っていなかった。このため、1976年（昭和51年）の日青協定期大会において執行部は、達成年度を1978年（昭和53年）まで延長し、何が何でも総額5億円の募金を達成すべしという強い姿勢を打ち出した。議論は紛糾したものの、結局この方針は各道府県団に受け入れられ、全国で精力的な募金活動が展開される事となる。各道府県団、及びその加盟団である郡市青年団による地域への全戸訪問、美化作業や物品販売、映画「同胞」の上映会などの取り組みによって、ついに1982年（昭和57年）4月、新館竣工後ではあったものの募金は目標の5億円に達した。募金活動は平成に入っても一部で続き、最終的には神奈川県、山梨県を除く44道府県で目標額に達し、募金総額も5億2千500万円あまりに及んだ。
日本青年館の募金運動の時期は、20近い府県で再建を含めた地元の青年会館建設運動が起こる時期と重なっており、金銭的負担が各府県団の重荷に過ぎたため当初の計画通り募金運動が進まなかったという見方がある一方、日本青年館の募金運動を成し得た事が地元の青年会館建設運動の大きな自信につながったという見方もある。
かくして青年団による募金に加え、所有財産であった「浴恩館」「千葉修練場」の売却益、年金福祉事業団からの特別融資、日本船舶振興会や日本自転車振興会からの助成金、さらに文部省や全国都道府県など行政からの補助金などにより建設資金は着実に集まっていった。特に文部省からは調査研究費も含め総額7億2千300万円の補助金が交付されており、国が民間の施設にこれだけ大型の補助を出したのは史上初めてであった。
そして1979年（昭和54年）2月1日、常陸宮正仁親王臨席のもと竣工式が執り行われ、総工費54億円、地上9階地下3階の2代目の日本青年館が誕生した。地上9階・地下3階建てで、約80室のホテルや1,360名を収容する大ホールなどを備えていた。
2015年（平成27年）4月、国立競技場の建設（敷地拡大）にともなう移転要請を日本スポーツ振興センターから受け、解体。南に約100メートル先の、西テニス場（3月1日閉場）跡地に移転。

### ホール（二代目）
大ホールは特にコンサートホールとしても使われ、ここではかつてTBSの『8時だョ!全員集合』や『ザ・チャンス!』、『速報！日本レコード大賞』、日本テレビの『24時間テレビ  愛は地球を救う2』（1979年）など、テレビ番組の公開放送が行われた。近年においても宝塚歌劇団の公演やクラシックやアーティストのコンサートなどに使用されていた。また、1995年（平成7年）から2015年（平成27年）まで全国高等学校選抜オーケストラフェスタの会場として使われた。
また、ライブハウスを中心に活動してきた歌手・アーティストが初めてホールコンサートを開催する際に使用されることも多いことから、メジャーなアーティストへの登竜門のような存在となっており、ももいろクローバーZやAKB48の初ホールコンサートも同所で開かれた。また、日本共産党創立91周年大会が開かれるなど政治活動にも利用される施設である。
音楽ユニット・ZARDもかつて、同会場にてミュージック・ビデオの撮影 を数曲行っており、また、ボーカルである坂井泉水が逝去した後もフィルムコンサートとして訪れる程の縁のある場所でもある。

### 宿泊設備の特長
同館の宿泊用の客室としては、細長く畳敷きで3〜4人用の10畳程度の和室といった間取りの小部屋が多く、和洋大小81室の宿泊室を持つ。これは、青年団行事において青年問題研究集会が開催されるため、分科会型式の座談会用小部屋を多数確保するためである。これはビジネスホテルなどの営利企業の宿泊施設ではなく、青年団のための施設として建設されたためである。また、青少年の指導・育成という建設趣旨から、青年団をはじめとする各種青少年層の団体や、修学旅行などの利用が比較的多い。

## 三代目日本青年館
新たな施設は神宮外苑地区の南寄りに約100m移動、テニスコートの跡地に建設、敷地面積は6,800平米（後に6,671平米）である。新施設は、同じく移転・改築が決定されている日本スポーツ振興センター（JSC）と一体的に整備され、地上16階、延べ床面積3万平米規模である。
建築概要
- 工事件名 - 日本青年館・日本スポーツ振興センター本部棟新営工事
- 建設敷地 - 新宿区霞ヶ丘町16番8号（西テニス場跡地）
- 敷地面積 - 6,671m2
- 延床面積 - 約32,000m2
- 構造規模 - 鉄骨鉄筋コンクリート造、鉄骨造、地下2階地上16階建
- 工事金額 - 152億5千万円
- 工事工期 - 2015年（平成27年）7月1日着工- 2017年（平成29年）6月8日完成
- 設計会社 - 久米設計
- 施工会社 - 安藤ハザマ

## 全国青年会館協議会
日本青年館を含む全国30館の道府県青年会館で、全国青年会館協議会が構成されている。これらの青年会館は、青年団等が募金活動などを行って建設されたものであり、青年団等の事務局が置かれ、活動拠点として活用されるほか、宿泊、研修などの施設として機能している。

## ギャラリー

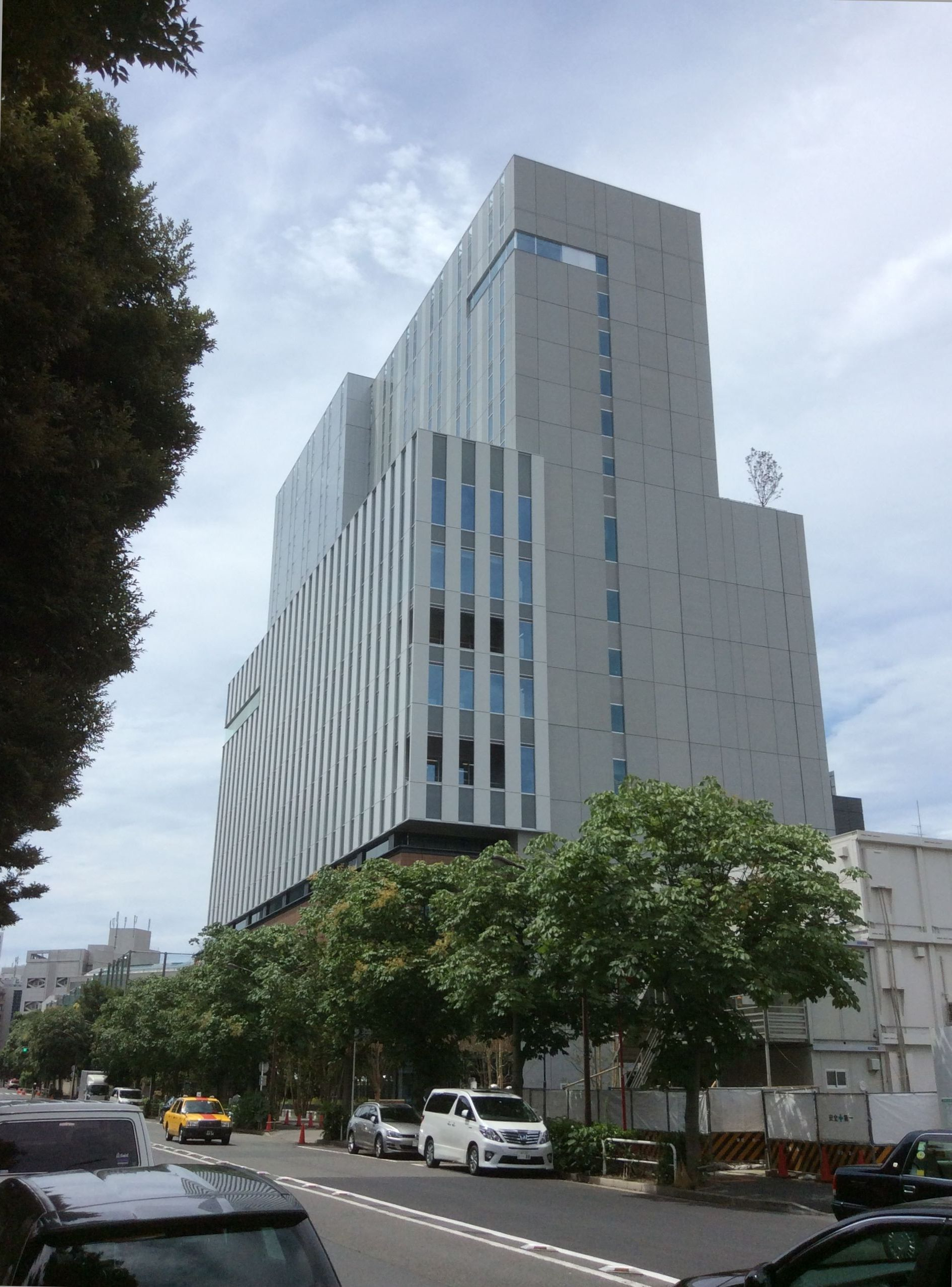
北側公道から見る（2017年7月2日撮影）
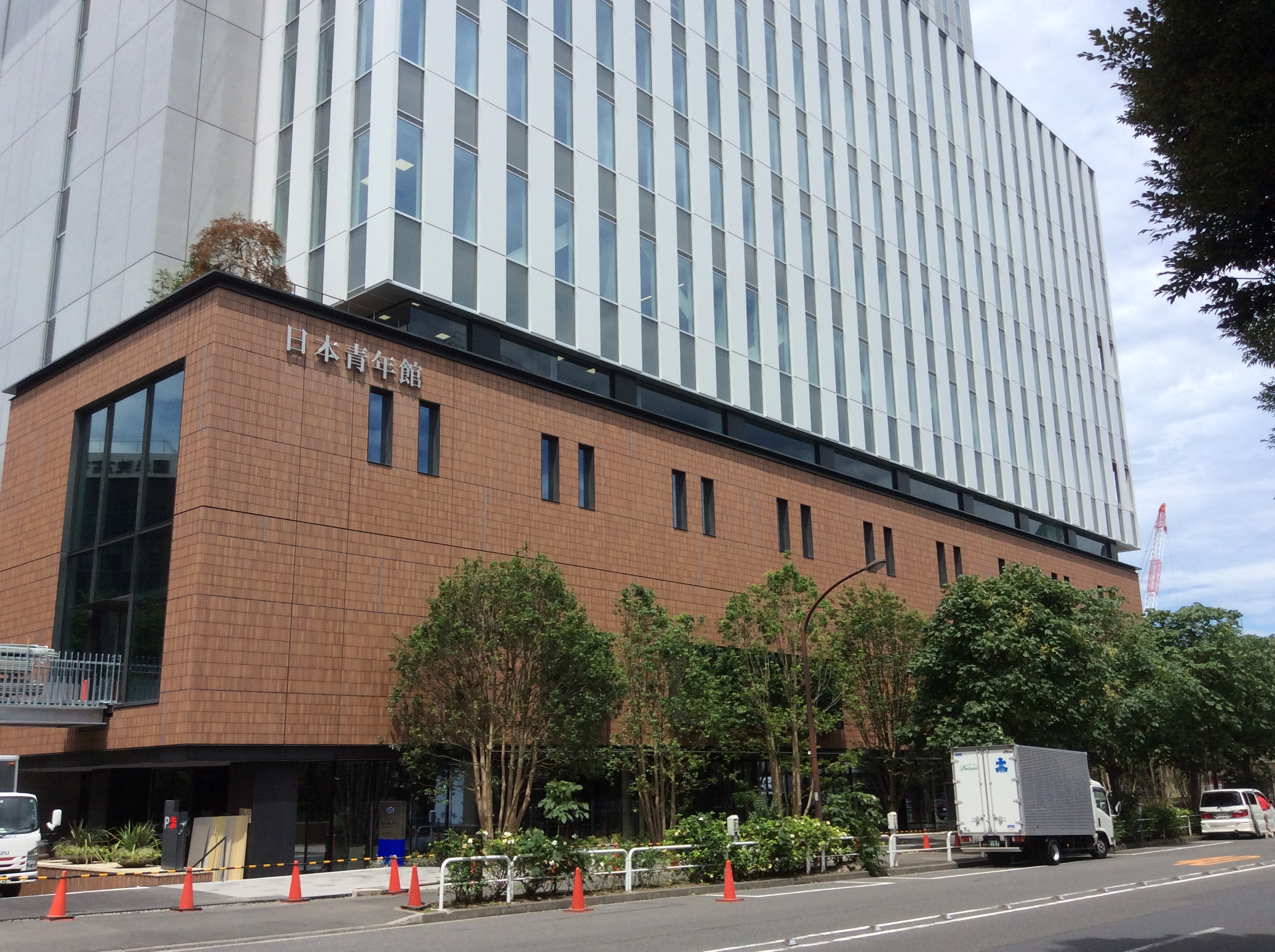
東側公道から見る（2017年7月2日撮影）
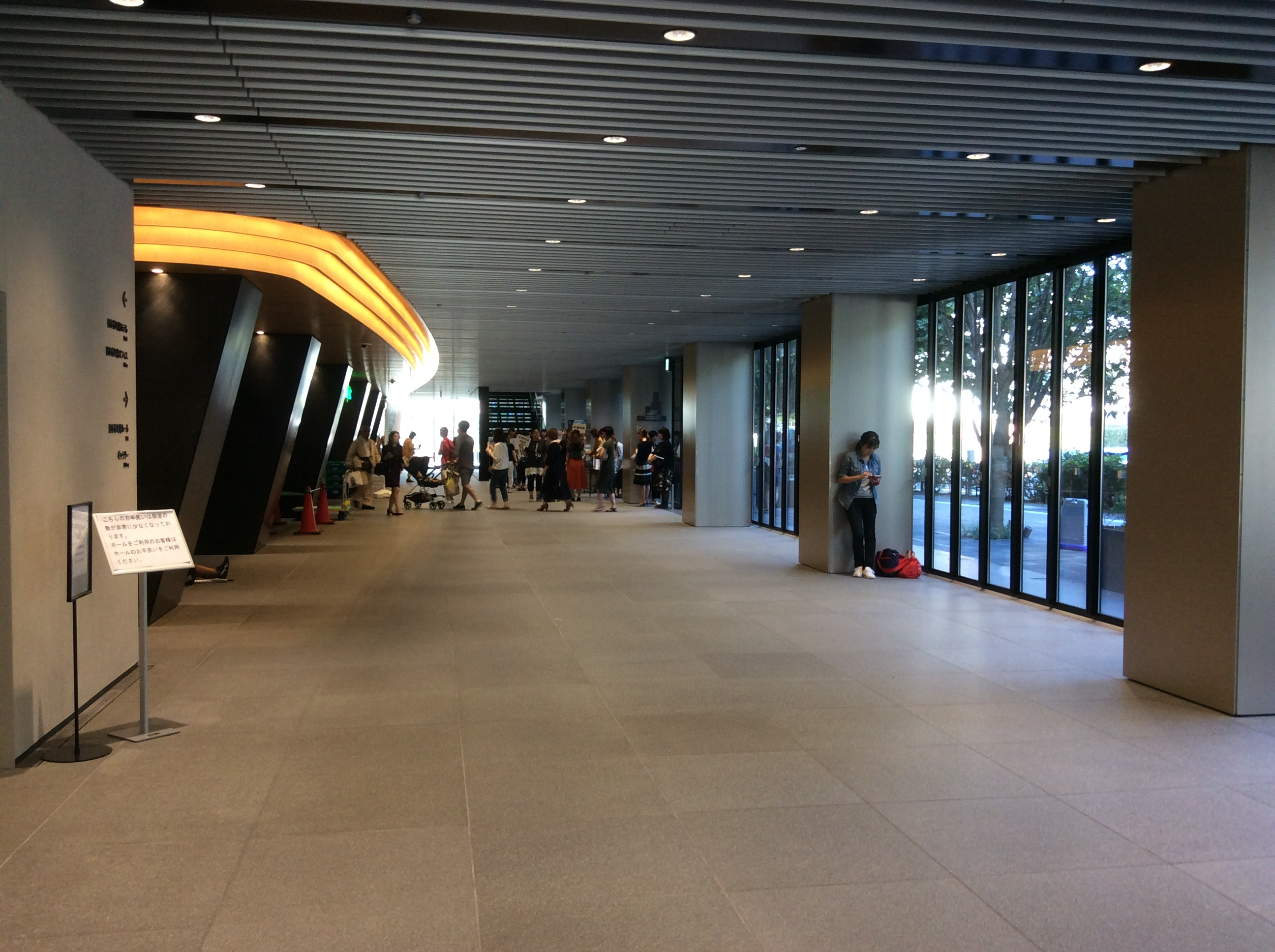
1階エントランスホール（2017年9月2日撮影）
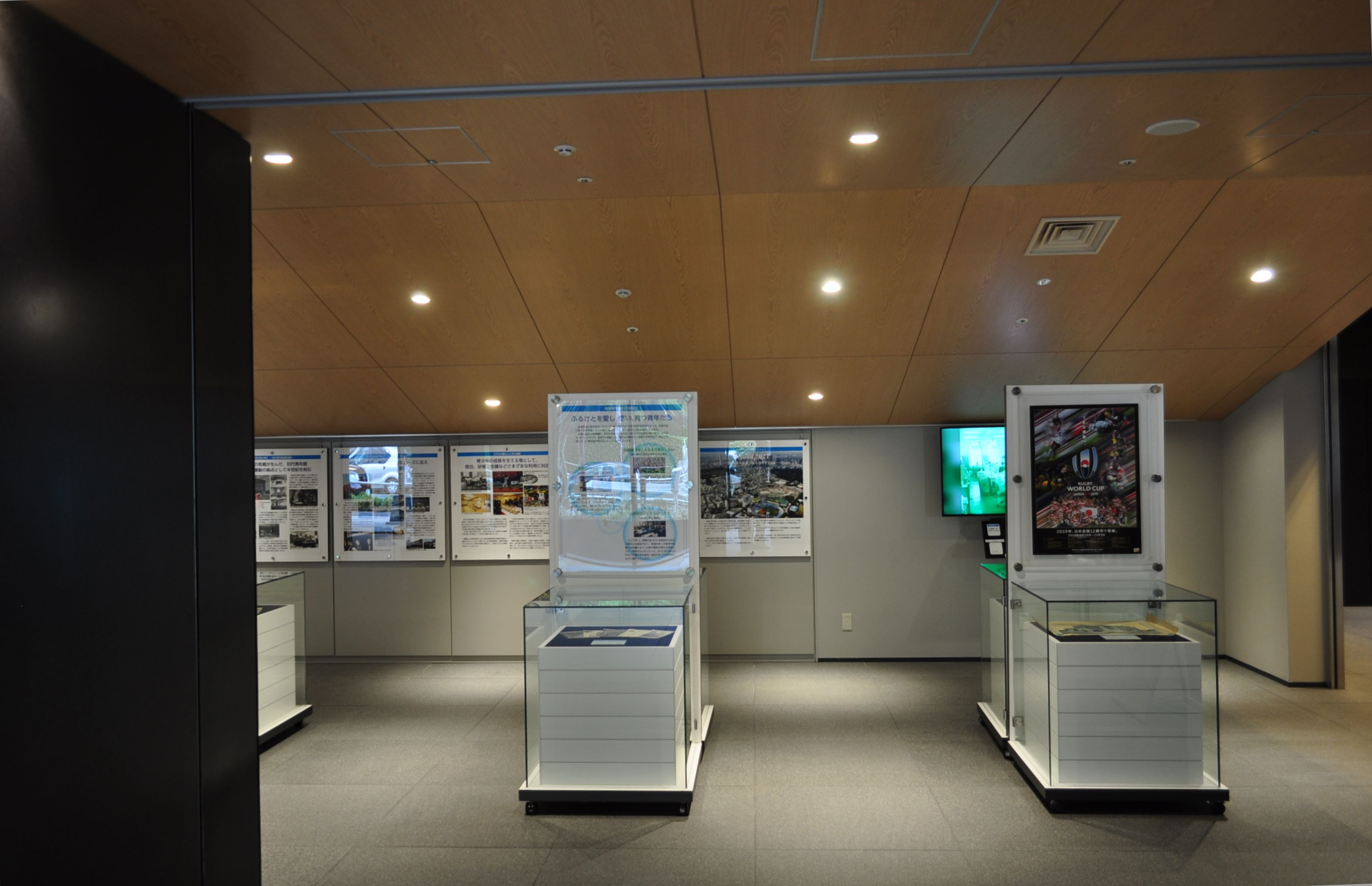
1階展示場（2018年4月26日撮影）
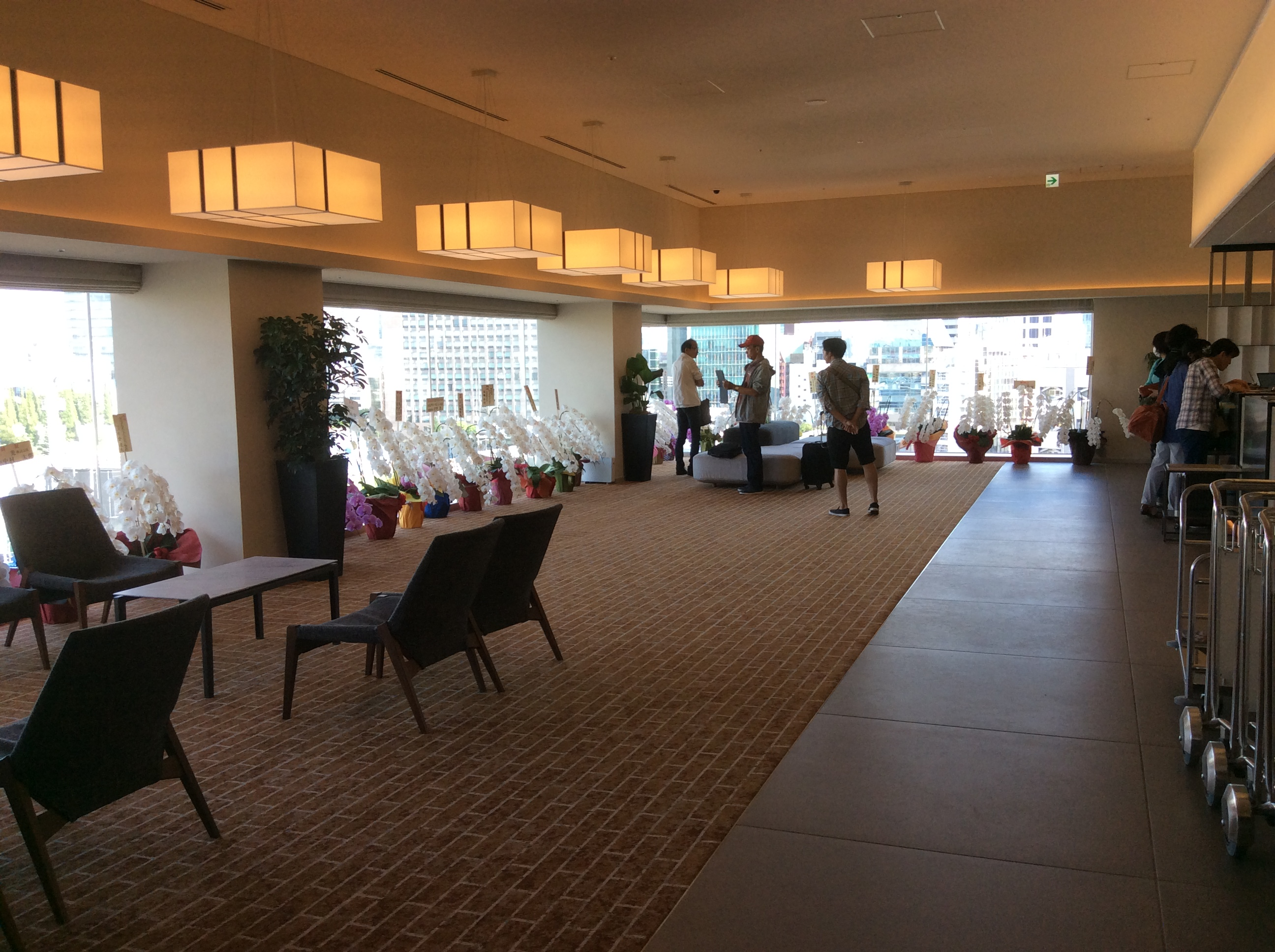
9階ホテルロビー（2017年9月2日撮影）
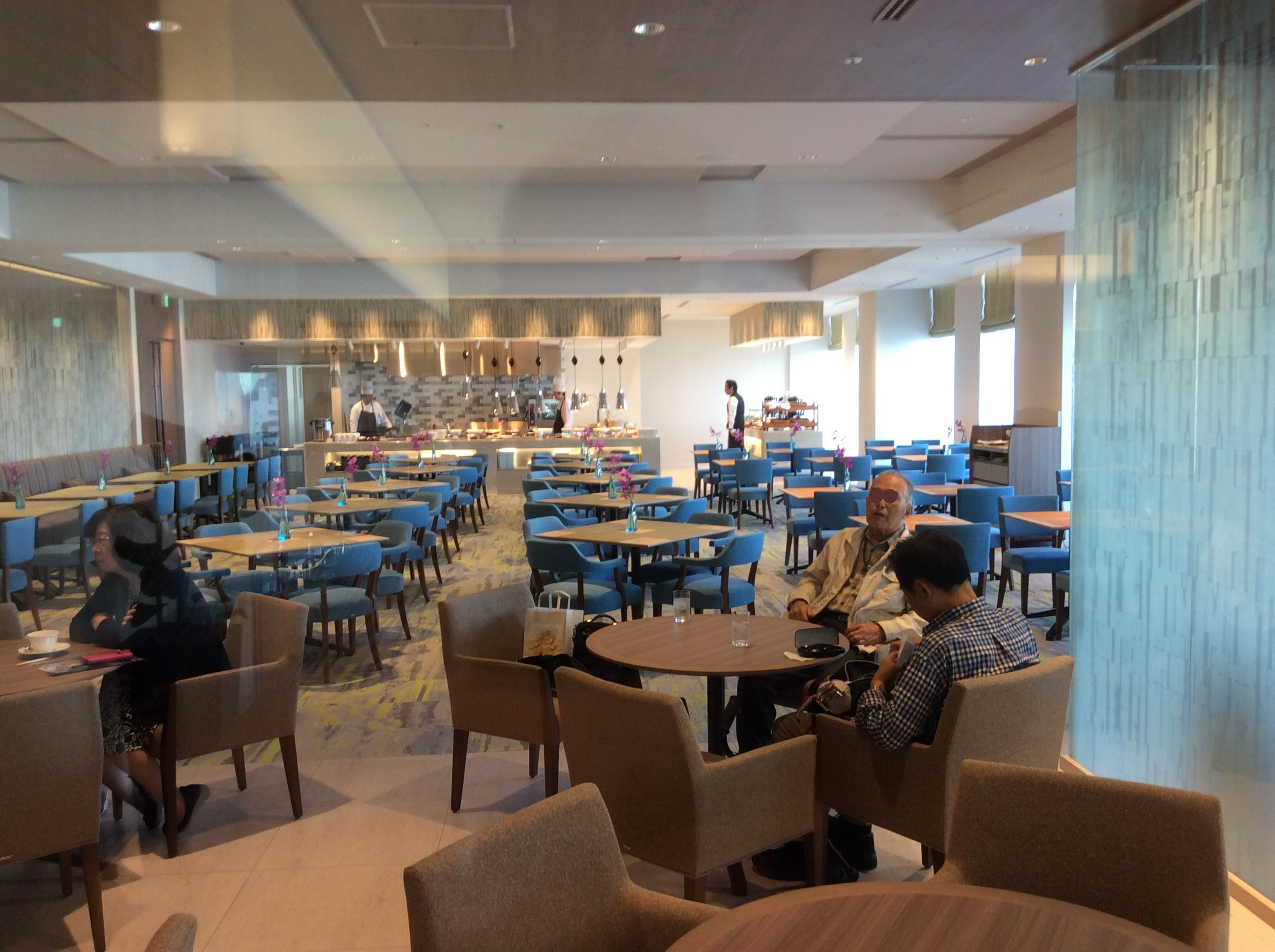
9階レストラン（2017年9月2日撮影）
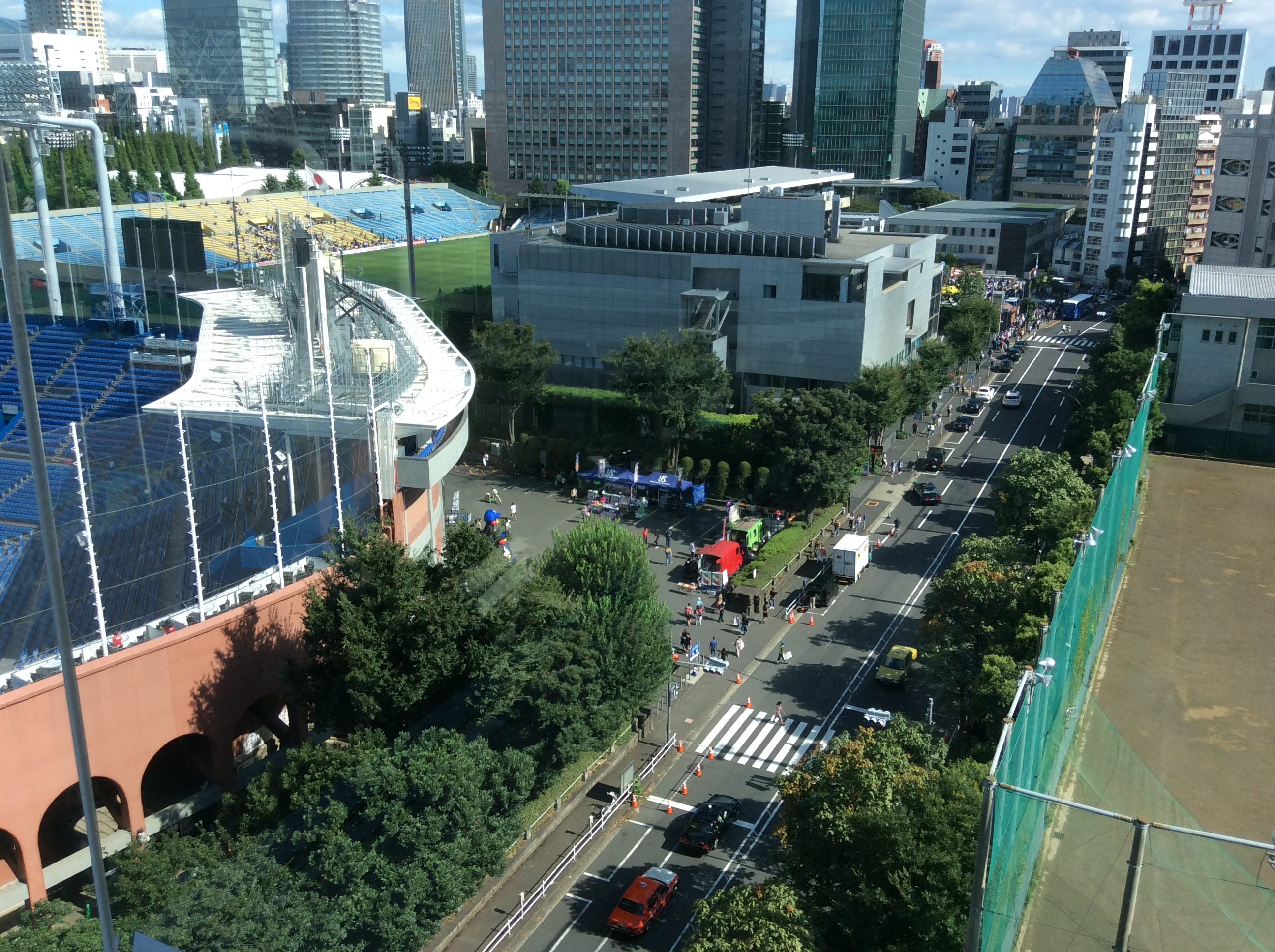
9階から公道を見る（2017年9月2日撮影）
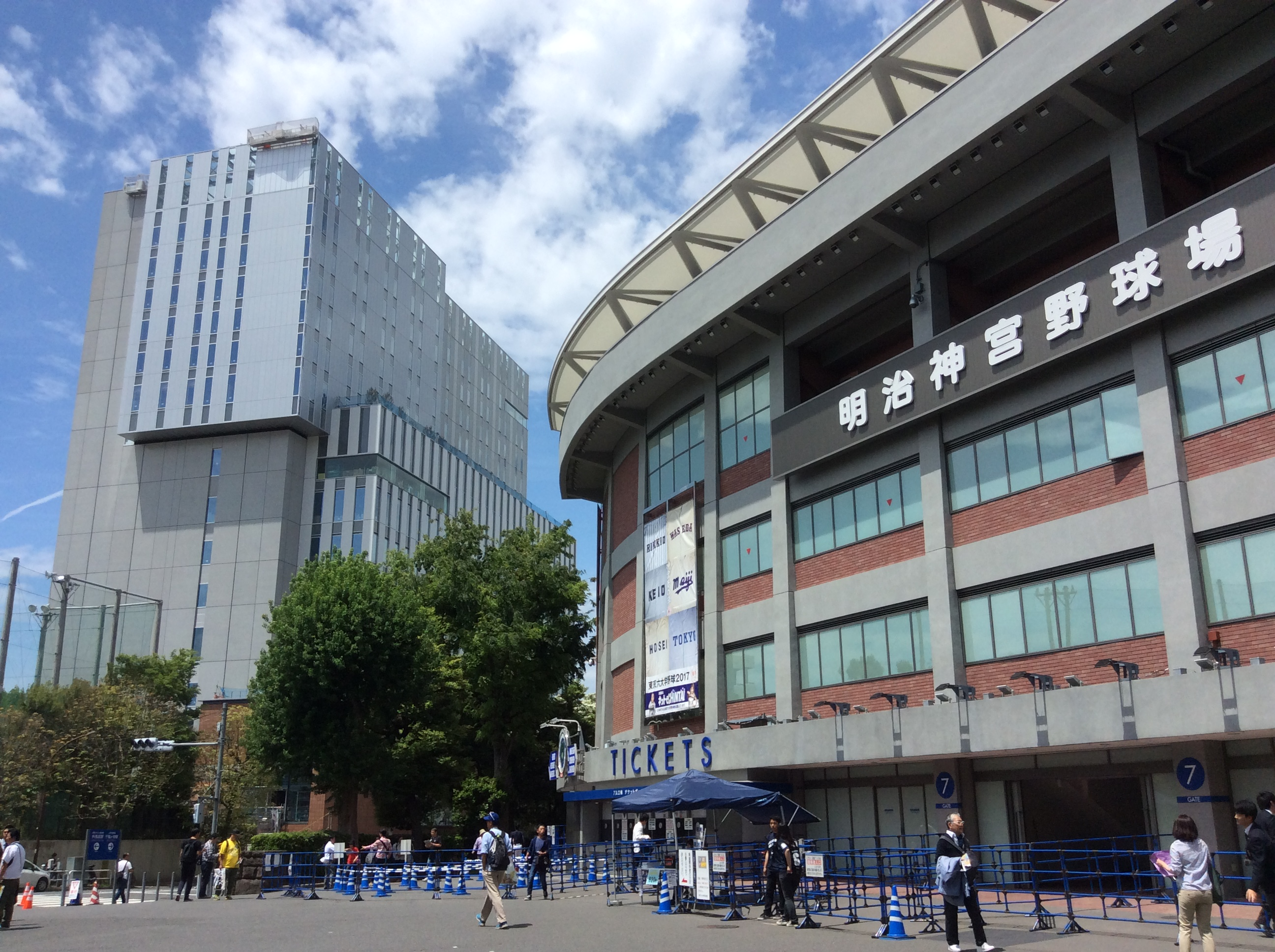
神宮野球場正門前から見る（2017年5月6日撮影）
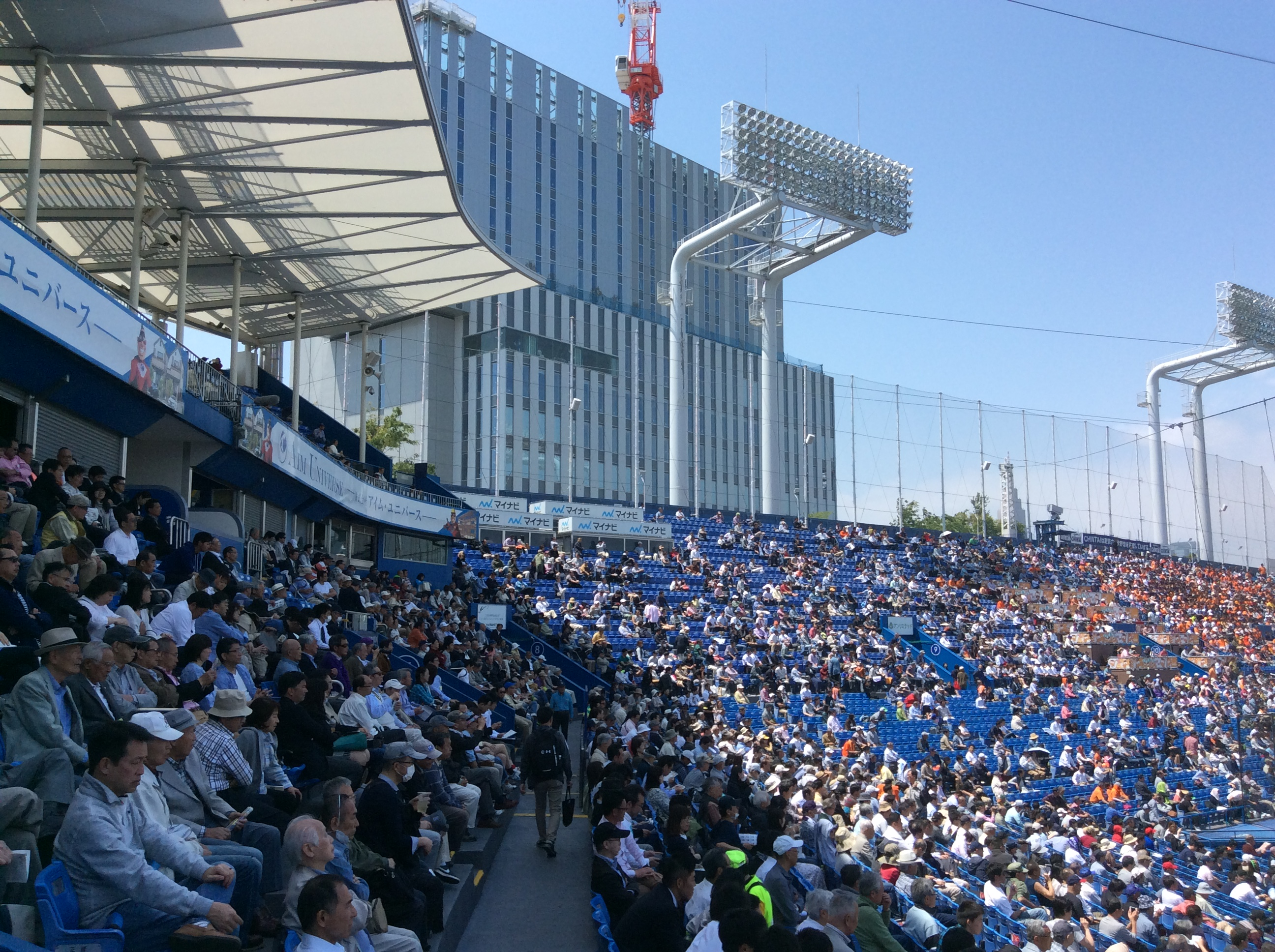
神宮球場の内野席から見る（2017年4月29日撮影）